# NBA All-Star Game 1969
Le NBA All-Star Game 1969 s’est déroulé le 14 janvier 1969 dans le Baltimore Civic Center de Baltimore. Les All-Star de l’Est ont battu les All-Star de l’Ouest 123 à 112. Oscar Robertson (Royals de Cincinnati) a été élu MVP.

## Effectif All-Star de l’Est
- Bill Russell (Celtics de Boston)
- Oscar Robertson (Royals de Cincinnati)
- Wes Unseld (Bullets de Baltimore)
- Willis Reed (Knicks de New York)
- John Havlicek (Celtics de Boston)
- Jerry Lucas (Royals de Cincinnati)
- Dave Bing (Pistons de Détroit)
- Earl Monroe (Bullets de Baltimore)
- Hal Greer (76ers de Philadelphie)
- Gus Johnson (Bullets de Baltimore)
- Billy Cunningham (76ers de Philadelphie)
- Jon McGlocklin (Bucks de Milwaukee)

## Effectif All-Star de l’Ouest
- Wilt Chamberlain (Lakers de Los Angeles)
- Jerry West (Lakers de Los Angeles)
- Elgin Baylor (Lakers de Los Angeles)
- Lou Hudson (Hawks d’Atlanta)
- Elvin Hayes (San Diego Rockets)
- Gail Goodrich (Suns de Phoenix)
- Jerry Sloan (Bulls de Chicago)
- Rudy LaRusso (San Francisco Warriors)
- Joe Caldwell (Hawks d’Atlanta)
- Dick Van Arsdale (Suns de Phoenix)
- Lenny Wilkens (SuperSonics de Seattle)
- Jeff Mullins (San Francisco Warriors)
- Don Kojis (San Diego Rockets)